# Oklahoma Panhandle

Oklahoma Panhandle

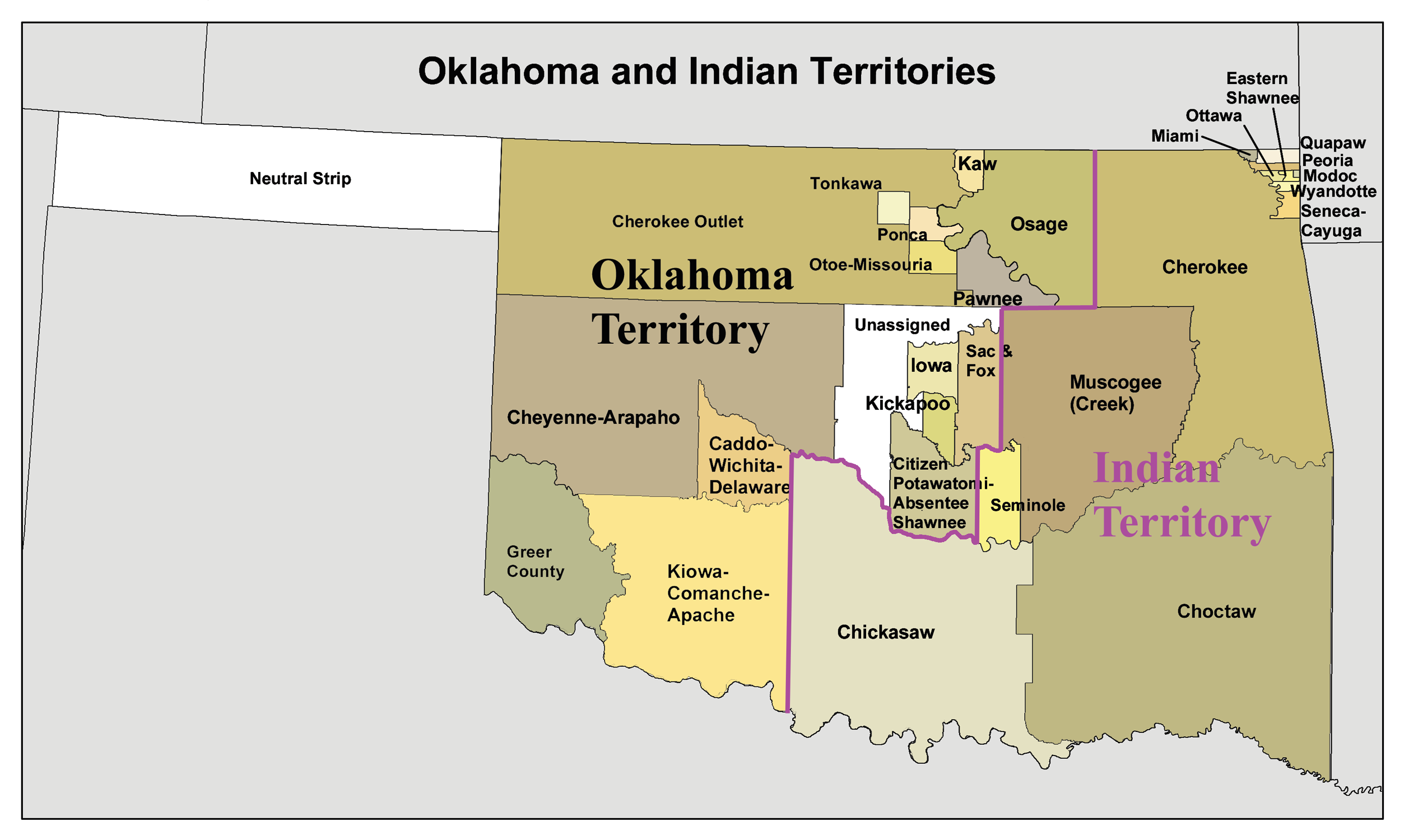
Mapa del Territori d'Oklahoma amb l'Oklahoma Panhandle com a franja o territori neutral (neutral territory)

L'Oklahoma Panhandle és una regió geogràfica d'Oklahoma que constitueix l'extrem occidental de l'estat, als Estats Units d'Amèrica. És una tira estreta amb forma de mànec de paella que fa frontera amb Colorado i Kansas al nord, la resta d'Oklahoma a l'est, Texas al sud i Nou Mèxic a l'oest. Els seus límits al nord són definits pel paral·lel 37 N i també paral·lel 36,5 N i els seus límits a l'oest i a l'est són definits pels meridians 103 W i 100 W, respectivament. Forma part de les Grans Planes dels Estats Units, una regió vasta i semiàrida remotament poblada.
Tres comtats d'Oklahoma en formen part (d'oest a est):
- Comtat de Cimarron
- Comtat de Texas
- Comtat de Beaver

L'Oklahoma Panhandle té segons el cens dels Estats Units del 2010 una població de 28.751 habitants, els quals viuen en una àrea de 14.728 quilòmetres quadrat (en una densitat d'1,95 persones per quilòmetre quadrat). Té el 8,28% de la superfície de l'estat però tan sols el 0,77% de la població.
A l'Oklahoma Panhandle és on es localitza el punt més alt de l'estat d'Oklahoma: la muntanya Black Mesa, al Comtat de Cimarron. La ciutat més important i més poblada és Guymon, al Comtat de Texas.
L'Oklahoma Panhandle va néixer a partir del compromís de 1850, un compromís que va fixar les fronteres de Texas. Els texans, en desacord amb la marcació dels límits de la franja, van reivindicar-la durant els 40 anys següents. El litigi va ser solucionat el 2 de maig de 1890, amb la creació del Territori d'Oklahoma, i la integració d'aquesta franja en el seu territori.